# Wálter Maierovitch
Wálter Fanganiello Maierovitch ComMM (São Paulo, 10 de maio de 1947) é um jurista, professor e ex-magistrado brasileiro, desembargador aposentado do Tribunal de Justiça do Estado de São Paulo (TJ-SP). Atualmente comenta no quadro "Justiça e Cidadania" na Rádio CBN e é colunista do UOL.
Recebeu o Prêmio Jabuti, na categoria ciências sociais, em 2022.

## Biografia
Formado em direito pela Universidade de São Paulo (USP), tornou-se juiz de direito em 1979 e foi desembargador do Tribunal de Justiça do Estado de São Paulo (TJ-SP). Foi fundador e presidente do Instituto Brasileiro Giovanni Falcone de Ciências Criminais. É professor de pós-graduação em direito penal e processual penal, além de professor-visitante da Universidade de Georgetown (Washington, Estados Unidos).
É conselheiro da Associação Brasileira dos Constitucionalistas Instituto Pimenta Bueno da Universidade de São Paulo (USP), ex-secretário nacional antidrogas da Presidência da República, titular da cadeira 28 da Academia Paulista de História e um dos principais estudiosos brasileiros sobre o crime organizado. Quando era juiz, nos anos 1990, foi o primeiro não-italiano condecorado pelo governo da Itália pela sua atuação no combate à máfia.
Em 1999, foi admitido pelo presidente Fernando Henrique Cardoso à Ordem do Mérito Militar no grau de Comendador especial.
Maierovitch, que é um estudioso da operação italiana Mãos Limpas, posicionou-se a favor das delações premiadas e da Operação Lava Jato. Porém, após os vazamentos da Vaza Jato, criticou a conduta do ex-juiz Sergio Moro e do procurador Deltan Dallagnol.

## Publicações
- Política criminal, 1993, editora Usina
- Na linha de frente pela cidadania, 2008, editora Michael
- Máfia, poder e antimáfia: um olhar pessoal sobre uma longa e sangrenta história, 2021, editora Unesp